# Lipicze (osada leśna w województwie śląskim)
Lipicze – osada leśna w Polsce położona w województwie śląskim, w powiecie częstochowskim, w gminie Kłomnice.